# Domingos Correia Arouca
Domingos Correia Arouca (en grafia antiga Domingos Corrêa Arouca) ComA • ComNSC (Castro Marim, Faro, 1 de maig de 1790 - Santa Isabel, Lisboa, 24 de gener de 1861) fou un militar, administrador colonial, polític i francmaçó portuguès.

## Família
Originari d'una família de l'Algarve, era fill de Simão Correia Arouca (? - Castro Marim, Castro Marim, 14 de maig de 1827) i de Maria Teresa Cândida Mascarenhas (Castro Marim, Castro Marim - ?).
Era rebesnet, per legítima varonia, de João Fernandes Zuzarte, Cavaleiro Fidalgo da Casa Real, Propietari de l'Ofici d'Escriba de la Mostassaferia de Tavira, i de la seva esposa Luísa Arouca, amb qui es va casar a la Seu de Tànger el 18 de maig de 1657, filla de João Arouca, també Cavaleiro Fidalgo da Casa Real, i de la seva dona Maria Álvares, amb qui es va casar també a la Seu de Tànger el 13 de setembre de 1641, i neta paterna de Vicente Fernandes, també Cavaleiro Fidalgo da Casa Real, mort a Tànger, i de la seva dona Luísa Arouca, la qual era quadranéta, per varonia, de João Arouca, Escudeiro Fidalgo da Casa Real i Escriba de la Cambra Municipal de Faro, fill d'Afonso de Arouca, Jutge de Crim i del Civil a Beja el 17 d'agost de 1450.

## Biografia
Oficial de l'Exèrcit, Correia Arouca va combatre a la Guerra del Francès i va prendre part en campanyes militars a Moçambic. Era Tinent quan, l'any 1810, va marxar cap a Moçambic, on va liderar les companyies d'Inhambane i de Quelimane. Va esdevenir Governador d'aquest districte, a Ultramar.
Fou inicial en la francmaçoneria en data i lògica desconegudes, i amb nom simbòlic també desconegut. Va realitzar funcions de vocal del Conselho Ultramarino. El 4 de desembre de 1834 fou declarat Fidalgo Cavaller de la Casa Reial.
A començaments de 1836, quan ja era coronel, fou nomenat com a 73è Governador de Cap Verd, on va substituir el brigadier Joaquim Pereira Marinho el 24 de juliol, però aquest últim no va sortir de l'arxipèlag i va fomentar greus rebel·lions, fins al punt de què dues illes van negar obediència a Domingos Correia Arouca. Després de la Revolució de Setembre, del 9 de setembre de 1836, fou destituït, i el seu predecessor va tornar al càrrec el dia 13 de gener de 1837. Es va crear una polèmica, traslladada en pamflets, entre els dos militars, que acabà el 1842 amb un comunicat de Domingos Correia Arouca, Desmentindo as acusações....
Correia Arouca també tingué conflictes greus amb el Governador de la Guinea Portuguesa, al seu torn sotmesa al Govern General de Cap Verd, que era Honório Pereira Barreto, capità major de Bissau.
També arribà a ser Comanador de l'Orde Militar d'Avis i 133è Comanador de l'Orde de la Immaculada Concepció de Vila Viçosa el 18 de febrer de 1840.
Arribà al Grau 33 del Ritu Escocès Antic i Acceptat, on José da Silva Carvalho va formar part del Suprem Consell, i va realitzar funcions del seu 3r Sobirà Gran Comanador del Suprem Consell afecte al Gran Orient del Ritu Escocès, així com de 3r Gran Mestre del Gran Orient del Ritu Escocès, ambdós càrrecs des de 1858 fins a la seva mort el 24 de gener de 1861.
Arribà al grau de brigadier retirat, amb el qual va morir. Està sepultat al Cemitério dos Prazeres, a Lisboa.

## Casament i descendència
Es va casar amb Maria Teresa Augusta de Sousa (São Brás, Chamusca, 1808 - Santos-o-Velho, Lisboa, 11 de setembre de 1884), filla d'António José Ferreira i de la seva esposa Ana Rita. Van ser pares de Frederico de Gusmão Correia Arouca e de Maria Amália de Gusmão Correia Arouca (Santa Isabel, Lisboa, febrer de 1850 - ?), a més d'un altre fill i una altra filla que van morir joves.